# Cserkaszi terület
A Cserkaszi terület (Черкаська область) egy közigazgatási egység Ukrajnában, a Dnyeper középső folyása mentén, székhelye Cserkaszi. Területe 20 900 km², népessége 2008-ban 1,3 millió fő volt.
Északon a Kijevi, nyugaton a Vinyicai, keleten a Poltavai, délen a Kirovohradi területtel határos. 1954. január 7-én hozták létre.

## Földrajz
A Cserkaszi terület kisebbik része a Dnyeper alacsonyan fekvő bal parti ártérre esik, míg nagyobb, nyugati felét a Dnyepermelléki-hátság kisebb völgyek és vízmosások szabdalta hullámos dombság foglalja el. Természetes növényzete az erdőssztyepp. A füves pusztákat mára szinte teljesen művelés alá vették, felszántásuk a talajerózió felgyorsulásához vezetett.

## Városok
| Név (ukránul)                                     | Lakosság, ezer fő |
| ------------------------------------------------- | ----------------- |
| Cserkaszi (Черкаси)                               | ▼ 286,2           |
| Umany (Умань)                                     | ▼ 87,4            |
| Szmila (Сміла)                                    | ▲ 68,7            |
| Zolotonosa (Золотоноша)                           | ▼ 28,5            |
| Kanyev (Канів)                                    | ▼ 25,7            |
| Korszun-Sevcsenkivszkij, (Корсунь-Шевченківський) | ▼ 18,8            |
| Zvenigorodka (Звенигородка)                       | ▼ 18,1            |
| Spola (Шпола)                                     | ▼ 18,0            |
| Vatutine (Ватутіне)                               | ▼ 17,7            |
| Horodiscse (Городище)                             | ▼ 14,4            |
| Talyne (Тальне)                                   | ▼ 14,3            |
| Zsaskiv (Жашків)                                  | ▼ 14,3            |
| Kamjanka (Кам'янка)                               | ▼ 13,1            |
| Csigirin (Чигирин)                                | ▼ 12,0            |
| Hrisztinivka (Христинівка)                        | ▼ 11,7            |
| Monasztiriscse (Монастирище)                      | ▼ 9,5             |
| Majdanec (Майданець)                              | ▼ 5,0             |

## Gazdaság
A területen a mezőgazdaság a vezető ágazat; a lakosság kb. fele falun él. fő termények az őszi búza és a cukorrépa, de az árpa, kukorica, napraforgó, dohány és kender termesztése is számottevő. Fejlett a tejtermelő szarvasmarha- és sertéstenyésztés. Az ipar főként Cserkasziban összpontosul.